# Pick Szeged Zrt.
Pick Szalámigyár (Fabryka salami Pick) lub zgodnie z nazwą urzędową Pick Szeged Zrt. – węgierska firma spożywcza z branży mięsnej z siedzibą w Segedynie, powstała 1869 r. Światową sławę zyskało jej zimowe salami (téliszalámi).

## Zimowe salami z Segedyna
Zimowe salami (téliszalámi) to tradycyjny produkt produkowany z mieszaniny chudego mięsa wieprzowego i tłustego boczku oraz sekretnej mieszaniny przypraw. Mieszaniną tą wypełnia się osłonki, a następnie wędzi na zimno, suszy i poddaje dojrzewaniu. W końcowej fazie salami pokrywa się szlachetną pleśnią. 

## Segedyn
Segedyn leży nad Cisą. Warunki naturalne w mieście i jego okolicy sprzyjają uprawie roślin i hodowli zwierząt. Zarówno warunki geograficzne, jak i doświadczenie pozwalają na hodowlę świń wysokiej jakości, których mięso jest używane do produkcji słynnego, miejscowego salami. 

## Historia

### Historia fabryki
Produkcja zimowego salami została wprowadzona na Węgrzech przez Márka Picka, mistrza rzeźniczego. 
Pick w 1869 r. osiedlił się w Segedynie i założył wytwórnię salami. Stopniowo powiększał i unowocześniał swój zakład. Produkcja salami wzrosła, gdy w 1883 r. sprowadził z Włoch pracowników. Wielkoskalowa produkcja salami ruszyła w 1885 r. Po śmierci założyciela w 1892 r. przedsiębiorstwem kierowała wdowa po nim i jej brat. W 1906 r. do firmy wszedł Jenő, najstarszy syn Márka. Wraz z nim rozpoczął się nowy okres w dziejach firmy. Jenő zakupił położoną obok wytwórnię salami "Tian", która wcześniej zbankrutowała. W ten sposób cała działka nad Cisą stała się własnością rodziny Pick. Jenő Pick dążył do wprowadzania zmian za pomocą nowoczesnych metod. Był świadomy znaczenia reklamy i miał talent do biznesu. Salami stało się głównym produktem przedsiębiorstwa w pierwszych dekadach XX wieku. W okresie międzywojennym fabryka Pick była największym zakładem węgierskiej branży spożywczej, a salami Pick stało się światową marką. Jenő Pick prowadził firmę samodzielnie od 1934 r. do nacjonalizacji.

### Historia salami
Zgodnie z oryginalnym przepisem zimowe salami było wyrabiane z oślego mięsa. Po jakimś czasie na Węgrzech nie było już wystarczającej liczby osłów nadających się do uboju. Z tego powodu znaleziono nowe rozwiązanie i mięso ośle zastąpiono mięsem starszych macior, które miało podobny smak. 
Jedną z głównych cech salami Picka jest to, że warstwa pleśni pojawia się w czasie suszenia i dojrzewania. Pleśń do rozwoju potrzebuje niskiej temperatury i odpowiedniej wilgotności. Z tego powodu fabryki budowano na brzegach rzek, tak jak pierwotna fabryka Pick na brzegu Cisy.
Wysokojakościowa produkcja nie jest możliwa bez postępu technologicznego. Wprowadzenie technologii chłodzenia w końcu lat 50. XX w. pozwoliło zagwarantować długi okres przechowywania. Od tego czasu zimowe salami zachowało swój sezonowy charakter tylko w nazwie. 
Lokalne cechy nadają salami Pick wyjątkowe własności, zharmonizowany zapach i niepowtarzalny smak. Obecnie zimowe salami z Segedyna stało się znane na całym świecie. Powodem tego są miejscowe surowce, tradycyjna technologia, warunki klimatyczne, obecność pleśni i zachowanie oryginalnej technologii.

## Muzeum
Muzeum Salami Pick i Segedyńskiej Papryki (Pick Szalámi és Szegedi Paprika Muzeum) znajduje się w Segedynie pod adresem Felső Tisza-part 10 i prezentuje zwiedzającym historię fabryki.